# 格林普斯冰川
格林普斯冰川（英語：Glimpse Glacier）是南極洲的冰川，位於維多利亞地的斯科特海岸，最終注入派普克利納冰川，由威靈頓維多利亞大學探險隊命名，現時由南極條約體系管理。

## 外部連結
. . United States Geological Survey.   [2012-04-26].
78°16′S 162°46′E / 78.267°S 162.767°E